# Philip Dawid
Alexander Philip Dawid FRS (prononcé « David » ; né le 1er février 1946) est professeur émérite de statistique à l'Université de Cambridge et membre du Darwin College de Cambridge. Il est l'un des principaux partisans des statistiques bayésiennes,,.

## Biographie
Dawid fait ses études à la City of London School, au Trinity Hall, à Cambridge et au Darwin College, à Cambridge.
Dawid apporte des contributions fondamentales à la fois aux fondements philosophiques et aux applications pratiques des statistiques. Sa théorie de l'indépendance conditionnelle est une clé de voûte de la théorie et des méthodes statistiques modernes, et il démontre son utilité dans une foule d'applications, notamment le calcul dans les systèmes experts probabilistes, l'inférence causale et l'identification médico-légale,,.
Dawid est chargé de cours en statistiques à l'University College de Londres de 1969 à 1978. Il est ensuite professeur de statistique à la City University de Londres jusqu'en 1981, date à laquelle il retourne à l'UCL en tant que lecteur, y devenant professeur Pearson de statistique en 1982. Il part à l'Université de Cambridge où il est nommé professeur de statistique en 2007, prenant sa retraite en 2013.
Il est élu membre de l'Institut international de statistique en 1978 et statisticien agréé de la Royal Statistical Society en 1993. Il est rédacteur en chef de Biometrika de 1992 à 1996 et président de la Société internationale d'analyse bayésienne en 2000. Il est également membre élu de l'Institut de statistique mathématique et de la Royal Society. Il reçoit le Prix Snedecor en 1977 du Comité des présidents des sociétés statistiques. Dawid reçoit la médaille Guy 1978 en bronze et la médaille Guy 2001 en argent par la Royal Statistical Society.
Son livre Probabilistic Networks and Expert Systems, écrit conjointement avec Robert G. Cowell, Steffen Lauritzen et David Spiegelhalter (en), reçoit le prix DeGroot 2001 de la Société internationale d'analyse bayésienne.